# Seznam dílů seriálu Divadlo Raye Bradburyho
Toto je seznam dílů seriálu Divadlo Raye Bradburyho. Koprodukční seriál Divadlo Raye Bradburyho byl vysílán v letech 1985–1992. Ke všem dílům napsal scénář přímo Ray Bradbury.

## Přehled řad
| Řada | Díly | Premiéra v USA    | Premiéra v USA     |
| Řada | Díly | První díl         | Poslední díl       |
| ---- | ---- | ----------------- | ------------------ |
| 1    | 6    | 21. května 1985   | 22. února 1986     |
| 2    | 12   | 23. ledna 1988    | 28. května 1988    |
| 3    | 12   | 7. července 1989  | 17. listopadu 1989 |
| 4    | 12   | 20. července 1990 | 30. listopadu 1990 |
| 5    | 8    | 3. ledna 1992     | 21. února 1992     |
| 6    | 15   | 10. července 1992 | 30. října 1992     |

## Seznam dílů

### První řada (1985–1986)
| Č. v seriálu | Č. v řadě | Původní název                 | Český název | Režie           | Scénář       | Námět                                      | Premiéra v USA   |
| --- | --------- | ----------------------------- | ----------- | --------------- | ------------ | ------------------------------------------ | ---------------- |
| 1 | 1         | Marionettes, Inc.             |             | Paul Lynch      | Ray Bradbury | povídka Marionety a.s.                     | 21. května 1985  |
| 2 | 2         | The Playground                |             | William Fruet   | Ray Bradbury |                                            | 4. června 1985   |
| Charles Underhill žije na předměstí se svým mladým synkem Stevem, ale nedovoluje mu, aby si hrál na blízkém hřišti s ostatními dětmi. Charles má trauma z dětství, kdy ho tyranizoval Ralph s jeho kamarády a to se mu často ve vzpomínkách vrací až do dne, kdy se rozhodne jít se Stevem na hřiště a čelit své minulosti. |           |                               |             |                 |              |                                            |                  |
| 3 | 3         | The Crowd                     |             | Ralph L. Thomas | Ray Bradbury | povídka Zástup                             | 2. července 1986 |
| Poté, co Joe Spelliner pozdě v noci opouští večírek, se prohání vysokou rychlostí prázdnými ulicemi a má autonehodu. I když je 2:00 ráno, je o pár sekund později obklopen davem, dokud nepřijede sanitka se záchranářem. O dvacet čtyři hodin později je propuštěn z nemocnice a je překvapený, odkud se vzal ten dav. Potkává kamaráda a kolegu Morgana a jsou svědky další autonehody. V jedenadvaceti sekundách je oběť obklopena davem a Joe poznává mnoho z osob z jeho vlastní nehody. Morgan mu radí, aby pustil objev z hlavy. Ale Joe to chce zkoumat dál. |           |                               |             |                 |              |                                            |                  |
| 4 | 4         | The Town Where No One Got Off |             | Don McBrearty   | Ray Bradbury | povídka Město, ve kterém nikdo nevystupuje | 22. února 1986   |
| 5 | 5         | The Screaming Woman           |             | Bruce Pittman   | Ray Bradbury |                                            | 22. února 1986   |
| Mladá dívka si hraje v opuštěné části lesa a najednou zaslechne křik ženy. Zdálo se jí to? Byl to přelud? Nebo to může být něco horšího? |           |                               |             |                 |              |                                            |                  |
| 6 | 6         | Banshee                       |             | Douglas Jackson | Ray Bradbury | povídka Víla smrti                         | 22. února 1986   |

### Druhá řada (1988)
| Č. v seriálu | Č. v řadě | Původní název                       | Český název | Režie                 | Scénář       | Námět                             | Premiéra v USA  |
| --- | --------- | ----------------------------------- | ----------- | --------------------- | ------------ | --------------------------------- | --------------- |
| 7 | 1         | The Fruit at the Bottom of the Bowl |             | Gilbert M. Shilton    | Ray Bradbury | povídka Dům jako zrcadlo          | 23. ledna 1988  |
| Host po hádce zavraždí svého hostitele. Následně se stupňuje jeho obava, aby na místě činu nezanechal otisky prstů. |           |                                     |             |                       |              |                                   |                 |
| 8 | 2         | Skeleton                            |             | Steve DiMarco         | Ray Bradbury | povídka Kostra                    | 6. února 1988   |
| Hypochondr, který má obavu, že něco s jeho kostmi není v pořádku, to konzultuje s divným "specialistou na kosti", jenž mu slibuje pomoc. Někdy je léčba horší než nemoc. |           |                                     |             |                       |              |                                   |                 |
| 9 | 3         | The Emissary                        |             | Sturla Gunnarsson     | Ray Bradbury | povídka Emisar                    | 13. února 1988  |
| Martin je opuštěný chlapec upoutaný kvůli nemoci na lůžko. Jeho jediný kontakt s okolním světem je skrze jeho oddaného psa, který mu nosí květiny a různé věci co najde venku. Aby dokázal jeho oddanost před matkou, poprosí psa, aby mu našel přítele. Pes přivede slečnu Haightovou, Martinovu učitelku. Ta se stane jeho kamarádkou a navštěvuje ho každý den. Jednoho dne se Martin od rodičů dozví, že slečna Haightová zemřela při automobilové nehodě. Po pohřbu se jeho pes vydává na hřbitov, aby ji přivedl zpět. |           |                                     |             |                       |              |                                   |                 |
| 10 | 4         | Gotcha!                             |             | Brad Turner           | Ray Bradbury |                                   | 20. února 1988  |
| 11 | 5         | The Man Upstairs                    |             | Alain Bonnot          | Ray Bradbury | povídka Muž shora (Muž z patra)   | 5. března 1988  |
| Podivný cestovatel pan Koberman zůstává během pobytu v Paříži v malém penzionu nedaleko řeky Seiny, který patří babičce malého Douglase. Podivné zvyky pana Kobermana a jeho averze k stříbru vyvolávají v Douglasovi podezření, že je upír. Jednou ráno, když se studentka Treadwellová nevrátí do ubytovny, Douglas špehuje hosta a dochází k závěru, že je upír, což má tragické následky. |           |                                     |             |                       |              |                                   |                 |
| 12 | 6         | The Small Assassin                  |             | Tom Cotter            | Ray Bradbury | povídka Malý vrah                 | 9. dubna 1988   |
| Alice porodí nechtěné dítě a doktor Jeffers se snaží mírnit obavy. Má soukromý rozhovor s jejím manželem Davidem, a uklidňuje ho, že si Alice na dítě zvykne. Když se rodina stěhuje do svého příbytku, Alice má strach. Má pocit, že je chce dítě zabít. Přísahá, že není paranoidní a požádá Davida, aby ji chránil. Dále si všímá, že dítě nikdy nekřičí v jeho přítomnosti, a David potvrzuje, že děti se tak obvykle nechovají. Když doktor Jeffers navštěvuje rodinu, dočká se děsivého překvapení.                    |           |                                     |             |                       |              |                                   |                 |
| 13 | 7         | Punishment Without Crime            |             | Bruce MacDonald       | Ray Bradbury | povídka Trest bez zločinu         | 16. dubna 1988  |
| George Hill je zděšen, když je odsouzen k smrti za vraždu robotí kopie jeho přelétavé mladé ženy. |           |                                     |             |                       |              |                                   |                 |
| 14 | 8         | On the Orient, North                |             | Frank Cassenti        | Ray Bradbury | povídka Orient Expres, směr sever | 29. dubna 1988  |
| Sestra doprovází "umírajícího" ducha na cestě vlakem napříč Evropou do Velké Británie při hledání útočiště, kde lidé stále věří v nadpřirozeno. |           |                                     |             |                       |              |                                   |                 |
| 15 | 9         | The Coffin                          |             | Tom Cotter            | Ray Bradbury | povídka Rakev                     | 7. května 1988  |
| Když si výstřední milionář Charles Braling bere všechny své úspory na své panství a staví skleněnou rakev, jeho chamtivý bratr Richard Braling se mu vysmívá. Charles umírá a dle jeho závěti může Richard získat sídlo a všechny jeho úspory, pokud zjistí, kde jsou ukryté. Richard najde peníze v rakvi, ale není to tak jednoduché, jak se na první pohled zdálo. |           |                                     |             |                       |              |                                   |                 |
| 16 | 10        | Tyrannosaurus Rex                   |             | Gilles Béhat          | Ray Bradbury | povídka Tyrannosaurus Rex         | 14. května 1988 |
| 17 | 11        | There Was an Old Woman              |             | Bruce MacDonald       | Ray Bradbury | povídka Žila byla stará žena      | 21. května 1988 |
| Tvrdohlavá stará žena se celý svůj život vzpírala smrti. Když si ji Smrtka zavolá, její duch se snaží získat zpět své tělo z márnice. |           |                                     |             |                       |              |                                   |                 |
| 18 | 12        | And So Died Riabouchinska           |             | Denys Granier-Deferre | Ray Bradbury | povídka A tak zemřela Rjabušinská | 28. května 1988 |
| Břichomluvec je zapleten do vraždy muže v divadle. |           |                                     |             |                       |              |                                   |                 |

### Třetí řada (1989)
| Č. v seriálu | Č. v řadě | Původní název                               | Český název                                    | Režie          | Scénář       | Námět                                             | Premiéra v USA     |
| --- | --------- | ------------------------------------------- | ---------------------------------------------- | -------------- | ------------ | ------------------------------------------------- | ------------------ |
| 19 | 1         | The Dwarf                                   |                                                | Costa Botes    | Ray Bradbury | povídka Trpaslík                                  | 7. července 1989   |
| Každou noc navštěvuje drobný muž zrcadlový sál, kde zírá do zrcadla, které jej dělá vyšší. Místní pracovnici Aimee se osamělého smutného muže zželí a vymyslí plán, jak se s ním spřátelit. |           |                                             |                                                |                |              |                                                   |                    |
| 20 | 2         | A Miracle of Rare Device                    | Zázrak neobvyklého záměru                      | Roger Tompkins | Ray Bradbury |                                                   | 14. července 1989  |
| Dva tuláci, Robert a William, narazí na fatamorgánu. Oba muži brzy zjistí, že přelud ukazuje každému město, ve kterém by chtěli být, a začnou prodávat pohledy.                             |           |                                             |                                                |                |              |                                                   |                    |
| 21 | 3         | The Lake                                    | Jezero                                         | Pat Robins     | Ray Bradbury | povídka Jezero                                    | 21. července 1989  |
| Muž se po letech vrací na pláž, kde se jako kluk seznámil s dívkou, která se to léto utopila.                                                                                               |           |                                             |                                                |                |              |                                                   |                    |
| 22 | 4         | The Wind                                    | Vítr                                           | Graham McLean  | Ray Bradbury | povídka Vítr                                      | 28. července 1989  |
| Meteorolog je ponásledován myšlenkou, že má vítr svou inteligenci. |           |                                             |                                                |                |              |                                                   |                    |
| 23 | 5         | The Pedestrian                              | Chodec                                         | Alun Bollinger | Ray Bradbury | povídka Chodec                                    | 4. srpna 1989      |
| V totalitním městě přesvědčí odvážný muž svého přítele k podvratnému činu, noční vycházce po okolí.                                                                                         |           |                                             |                                                |                |              |                                                   |                    |
| 24 | 6         | A Sound of Thunder                          | Zaburácení hromu                               | Costa Botes    | Ray Bradbury | povídka Burácení hromu                            | 11. srpna 1989     |
| Firma nabízí lovcům možnost cestovat do minulosti a zabít si dinosaura. |           |                                             |                                                |                |              |                                                   |                    |
| 25 | 7         | The Wonderful Death of Dudley Stone         | Podivuhodná smrt Dudleyho Stonea               | David Copeland | Ray Bradbury | povídka Nádherná smrt Dudleyho Stonea             | 18. srpna 1989     |
| Na autogramiádě je známý autor Dudley Stone osloven sokem, který mu oznámí svůj plán ho zavraždit. Pan Stone je nápadem překvapivě nadšený.                                                 |           |                                             |                                                |                |              |                                                   |                    |
| 26 | 8         | The Haunting of the New                     | Touha po změně                                 | Roger Tompkins | Ray Bradbury | povídka Touha po novém                            | 15. září 1989      |
| 27 | 9         | To the Chicago Abyss                        | Chicagská propast                              | Randy Bradshaw | Ray Bradbury | povídka Chicagská propast                         | 22. září 1989      |
| Ve velkém městě je po ničivém holocaustu starý muž pronásledován policií pro trestný čin, kdy připomíná lidem staré dobré časy.                                                             |           |                                             |                                                |                |              |                                                   |                    |
| 28 | 10        | Hail and Farewell                           | Sbohem a šťastnou cestu                        | Allan Kroeker  | Ray Bradbury | povídka Nazdar a sbohem                           | 30. září 1989      |
| Dvanáctiletý kluk zjišťuje, že nevyroste. |           |                                             |                                                |                |              |                                                   |                    |
| 29 | 11        | The Veldt                                   | Savana                                         | Brad Turner    | Ray Bradbury | povídka Step                                      | 10. října 1989     |
| Dva rodiče se stále více obávají, že jejich děti tráví příliš mnoho času v herně virtuální reality, která se zdá být trvale nastavena na africkou step.                                     |           |                                             |                                                |                |              |                                                   |                    |
| 30 | 12        | Boys! Raise Giant Mushrooms in Your Cellar! | Hoši! Pěstujte i vy obří houby doma ve sklepě! |                | Ray Bradbury | povídka Hoši! Pěstujte obří houby doma ve sklepě! | 17. listopadu 1989 |
| Otec má podezření, že houby, které si jeho syn objednal z časopisu a pěstuje je ve sklepě, mohou být vesmírní vetřelci.                                                                     |           |                                             |                                                |                |              |                                                   |                    |

### Čtvrtá řada (1990)
| Č. v seriálu | Č. v řadě | Původní název                   | Český název                 | Režie          | Scénář       | Námět                               | Premiéra v USA     |
| --- | --------- | ------------------------------- | --------------------------- | -------------- | ------------ | ----------------------------------- | ------------------ |
| 31 | 1         | Mars Is Heaven                  | Nebe na Marsu               | John Laing     | Ray Bradbury | povídka Třetí expedice              | 20. července 1990  |
| První pozemšťané, kteří stanou na Marsu, objeví repliku malého amerického města, jak si ji pamatují z dětství. |           |                                 |                             |                |              |                                     |                    |
| 32 | 2         | The Murderer                    | Vrah                        | Roger Tompkins | Ray Bradbury | povídka Vrah                        | 27. července 1990  |
| Psychiatr je pozván do vězení na pohovor s Albertem Brockem, spořádaným podnikatelem, který začal bojovat proti telefonům, počítačům, hudebním přehrávačům a všem ostatním elektronickým zařízením, které vyplňují celý svět neustálým hlukem a rozptýlením.                            |           |                                 |                             |                |              |                                     |                    |
| 33 | 3         | Touched with Fire               | Stigma žáru                 | Roger Tompkins | Ray Bradbury | povídka Zasažen žárem               | 3. srpna 1990      |
| Dva pojišťovací agenti v důchodu hledají problematické lidi a snaží se je přesvědčit, aby změnily své způsoby a vyhnuli se vraždě. |           |                                 |                             |                |              |                                     |                    |
| 34 | 4         | The Black Ferris                | Ruské kolo                  | Roger Tompkins | Ray Bradbury |                                     | 10. srpna 1990     |
| Dva mladíci zkoumají podivnou pouť. |           |                                 |                             |                |              |                                     |                    |
| 35 | 5         | Usher II                        | Usher II                    | Lee Tamahori   | Ray Bradbury | povídka Usher II                    | 17. srpna 1990     |
| Poté co byly zakázány fantasy a hororové knihy, staví knihovník William Stendahl repliku Domu Usherů Edgara Allana Poea a vybaví ji androidy nastavenými vraždit vládní úředníky. |           |                                 |                             |                |              |                                     |                    |
| 36 | 6         | Touch of Petulance              | Dotek nedůvěry              | John Laing     | Ray Bradbury | povídka Náznak nedůtklivosti        | 12. října 1990     |
| Muž cestuje z budoucnosti do současnosti, aby varoval své mladší já před zavražděním své ženy. |           |                                 |                             |                |              |                                     |                    |
| 37 | 7         | And the Moon Be Still as Bright | Jasný Měsíc                 | Randy Bradshaw | Ray Bradbury | povídka ...ač bude stejně luna plát | 19. října 1990     |
| Archeolog na Marsu zešílí a odebere se na stranu zaniklé marťanské rasy. |           |                                 |                             |                |              |                                     |                    |
| 38 | 8         | The Toynbee Convector           | Toynbeeho konvektor         | John Laing     | Ray Bradbury | povídka Toynbeeho konvektor         | 26. října 1990     |
| Craig Bennett Stiles cestuje 100 let do budoucnosti, aby zpět přinesl naději umírající současnosti. Nyní uplynulo sto let a on se připravuje k setkání s jeho minulým já. |           |                                 |                             |                |              |                                     |                    |
| 39 | 9         | Exorcism                        | Exorcismus                  | Brad Turner    | Ray Bradbury | román Pampeliškové víno             | 2. listopadu 1990  |
| Okouzlující Clara Goodwaterová byla předsedkyní městského spolku Ladies Honeysuckle Harmony Lodge tak dlouho, jak si kdo pamatuje. Její vlezlá sokyně Elmira Brownová je přesvědčena, že Clara udržuje svou pozici pomocí čarodějnictví a plánuje ji na nadcházejících volbách zaříkat. |           |                                 |                             |                |              |                                     |                    |
| 40 | 10        | The Day It Rained Forever       | A už nikdy nepřestalo pršet | Randy Bradshaw | Ray Bradbury | povídka A už nikdy nepřestalo pršet | 9. listopadu 1990  |
| V pouštním městě čekají tři staří lidé na déšť, který nikdy nepřijde. |           |                                 |                             |                |              |                                     |                    |
| 41 | 11        | The Long Years                  | Dlouhá léta                 | Paul Lynch     | Ray Bradbury | povídka Dlouhá léta                 | 16. listopadu 1990 |
| Rodina pozemských kolonizátorů uvízla na Marsu před dvaceti lety, když zmeškala příkaz k evakuaci. Nyní, po dlouhém čekání, přilétá loď ze Země, aby je vzala domů, ale záchranáři si všimnou něčeho zvláštního.                                                                        |           |                                 |                             |                |              |                                     |                    |
| 42 | 12        | Here There Be Tygers            | Zde jsou lvi                | John Laing     | Ray Bradbury |                                     | 30. listopadu 1990 |
| Astronauti ze Země přistanou na vzdálené planetě a najdou ráj, kde se plní všechny jejich přání. |           |                                 |                             |                |              |                                     |                    |

### Pátá řada (1992)
| Č. v seriálu | Č. v řadě | Původní název                                | Český název               | Režie           | Scénář       | Námět                                                                                   | Premiéra v USA |
| --- | --------- | -------------------------------------------- | ------------------------- | --------------- | ------------ | --------------------------------------------------------------------------------------- | -------------- |
| 43 | 1         | The Earthmen                                 | Pozemšťané                | Graeme Campbell | Ray Bradbury | povídka Pozemšťané                                                                      | 3. ledna 1992  |
| Kosmonauti ze Země přistanou na Marsu a jsou na rozpacích z odezvy, kterou obdrží: většina Marťanů jsou naštváni nebo rozhněváni jejich příchodem. |           |                                              |                           |                 |              |                                                                                         |                |
| 44 | 2         | Zero Hour                                    | Hodina H                  | Don McBrearty   | Ray Bradbury | povídka Nultá hodina                                                                    | 10. ledna 1992 |
| Malé děti v blízké budoucnosti přesvědčují imaginárního přítele jménem Vrták, aby s nimi hrál hru s názvem Invaze. |           |                                              |                           |                 |              |                                                                                         |                |
| 45 | 3         | The Jar                                      | Džbán                     | Randy Bradshaw  | Ray Bradbury | povídka Skleněná nádoba                                                                 | 17. ledna 1992 |
| Podváděný farmář Charlie nakupuje podivný exemplář ve sklenici z pouti, a doufá, že získá nějaký respekt. Když jeho nevěrná žena hrozí, že odhalí, že se jedná o padělek, Charlie je veden k zoufalému činu. |           |                                              |                           |                 |              |                                                                                         |                |
| 46 | 4         | Colonel Stonesteel and the Desperate Empties |                           | Randy Bradshaw  | Ray Bradbury | povídka Nefalšovaná, podomácku vyrobená opravdová egyptská mumie plukovníka Stonesteela | 24. ledna 1992 |
| Greentown ve státě Illinois je uprostřed "zoufale prázdných" dní na konci léta. Dvanáctiletý Charlie s touhou přivést nějaké vzrušení do města, pomáhá rošťáckému plukovníku Stonesteelovi zakopat falešnou mumii, která má být odkryta při průvodu svátku práce v propracovaném podvodu.                                                                           |           |                                              |                           |                 |              |                                                                                         |                |
| 47 | 5         | The Concrete Mixer                           | Setkání s tvrdou realitou | Eleanor Lindo   | Ray Bradbury | povídka Míchačka na beton                                                               | 31. ledna 1992 |
| Invazní flotila z Marsu míří na Zemi a je připravena překonat silný vojenský odpor. Místo toho, když dorazí, jsou přivítáni vstřícnými místními zastupiteli, pochodovou kapelou a klíčem k městu. Mimozemšťané se brzy seznámí s vulgárním a spotřebitelsky orientovaným "americkým způsobem života", který se ukáže být větší hrozbou než se zdál ozbrojený odpor. |           |                                              |                           |                 |              |                                                                                         |                |
| 48 | 6         | The Utterly Perfect Murder                   |                           | Stuart Margolin | Ray Bradbury | povídka Ideální vražda                                                                  | 7. února 1992  |
| Klavírní umělec byl jako chlapec trýzněn gangem vedeným Ralphem. Nyní, o padesát let později, hledá Doug způsob jak vyřešit minulost - tím, že cestuje zpět do svého rodného města, aby zavraždil Ralpha. |           |                                              |                           |                 |              |                                                                                         |                |
| 49 | 7         | Let's Play Poison                            | Hra s jedem               | Bruce Pittman   | Ray Bradbury | povídka Hra s jedem                                                                     | 14. února 1992 |
| 50 | 8         | The Martian                                  | Marťan                    | Anne Wheeler    | Ray Bradbury | povídka Marťan                                                                          | 21. února 1992 |
| Pár ve středním věku emigruje na Mars po smrti jejich syna Toma. Citlivý Marťan vycítí smutek příchozích, transformuje se do Toma a je přijat truchlící matkou. Otec cítí k Marťanovi odpor, ale zároveň má obavy o zdraví své manželky. |           |                                              |                           |                 |              |                                                                                         |                |

### Šestá řada (1992)
| Č. v seriálu | Č. v řadě | Původní název               | Český název             | Režie            | Scénář       | Námět                                  | Premiéra v USA    |
| --- | --------- | --------------------------- | ----------------------- | ---------------- | ------------ | -------------------------------------- | ----------------- |
| 51 | 1         | The Lonely One              | Samotář                 | Ian Mune         | Ray Bradbury |                                        | 10. července 1992 |
| Po nálezu poslední oběti serióvého vraha, známého jako Samotář, přesvědčuje Lavinia své přátele k návštěvě kina, aby zapomněli na tragédii. Výsledkem je dlouhá, děsivá, půlnoční cesta domů, při které má Lavinia čím dál větší strach. |           |                             |                         |                  |              |                                        |                   |
| 52 | 2         | The Happiness Machine       | Stroj štěstí            | John Laing       | Ray Bradbury | román Pampeliškové víno                | 17. července 1992 |
| Vynálezce v malém městečku zjistil, že sestavit stroj, který tvoří štěstí je tvrdší projekt, než si myslel. |           |                             |                         |                  |              |                                        |                   |
| 53 | 3         | Tomorrow's Child            |                         | Costa Botes      | Ray Bradbury | povídka Dítě zitřka                    | 14. srpna 1992    |
| V důsledku experimentálního porodu se páru narodí dítě z jiné dimenze. Nelidský vzhled dítěte klade velký tlak na nové rodiče a hrozí zešílení matky.                                                                                    |           |                             |                         |                  |              |                                        |                   |
| 54 | 4         | The Anthem Sprinters        | Sprinteři národní hymny |                  | Ray Bradbury | povídka Hymnoví sprinteři              | 21. srpna 1992    |
| 55 | 5         | By the Numbers              | Rozkaz, pane!           | Wayne Tourell    | Ray Bradbury | povídka Podle rozkazu!                 | 11. září 1992     |
| 56 | 6         | The Long Rain               | Nekonečný déšť          | Lee Tamahori     | Ray Bradbury | povídka Dlouhý déšť                    | 19. září 1992     |
| Když armádní kosmická loď nouzově přistane na světě, kde stále prší, čtyři přeživší se pokoušejí dosáhnout Slunečního dómu, který byl postaven na planetě a poskytuje jediný úkryt.                                                      |           |                             |                         |                  |              |                                        |                   |
| 57 | 7         | The Dead Man                | Mrtvý muž               | Costa Botes      | Ray Bradbury | povídka Mrtvý muž                      | 26. září 1992     |
| 58 | 8         | Sun and Shadow              | Slunce a stín           | Larry Parr       | Ray Bradbury | povídka Slunce a stín                  | 3. října 1992     |
| 59 | 9         | Silent Towns                |                         | Lee Tamahori     | Ray Bradbury | povídka Mlčící města                   | 10. října 1992    |
| Technik omylem zůstal na Marsu v důsledku náhlé evakuace a zoufale hledá na pustém světě jiné lidské bytosti. Když se najde stejně osamělá žena, není taková, jakou by očekával.                                                         |           |                             |                         |                  |              |                                        |                   |
| 60 | 10        | Downwind From Gettysburg    |                         | Chris Bailey     | Ray Bradbury | povídka sbírky Opěvuji elektrické tělo | 17. října 1992    |
| 61 | 11        | Some Live Like Lazarus      | Jak Lazar žijí někteří  | Peter Sharp      | Ray Bradbury | povídka Jak Lazar žijí někteří         | 24. října 1992    |
| 62 | 12        | The Handler                 | Handlíř                 | Peter Sharp      | Ray Bradbury | povídka Hrobník                        | 27. října 1992    |
| 63 | 13        | Fee Fie Foe Fum             |                         | John Reid        | Ray Bradbury |                                        | 28. října 1992    |
| 64 | 14        | Great Wide World Over There | Ten nádherný širý svět  | Ian Mune         | Ray Bradbury | povídka Ten širý svět tam za horami    | 29. října 1992    |
| 65 | 15        | The Tombstone               |                         | Warrick Attewell | Ray Bradbury | povídka Náhrobní kámen                 | 30. října 1992    |